# Мичуринская епархия
Мичу́ринская епа́рхия — епархия Русской православной церкви, объединяющая приходы и монастыри в северо-западной части Тамбовской области (в границах Мичуринского, Моршанского, Никифоровского, Первомайского, Петровского, Сосновского и Староюрьевского районов). Входит в состав Тамбовской митрополии.

## История
Викариатство Тамбовской епархии, поименованное по городу Козлову, было учреждено 10 декабря 1868 года, однако после смерти епископа Иоанникия (Москвина) долгое время не замещалось. Восстановлено Указом Святейшего Синода от 5 февраля 1904 года.
После переименования города Козлова в Мичуринск в 1932 году викариатство было также переименовано. Занявший в 1936 году тамбовскую кафедру епископ Венедикт (Алентов) именовался Тамбовским и Мичуринским, что означало упразднение Мичуринского викариатства.
26 декабря 2012 года решением Священного синода Русской православной церкви была образована Мичуринская епархия, которая была выделена из состава Тамбовской епархии со включением в состав новообразованной Тамбовской митрополии.
В августе 2013 года епархии был возвращён комплекс зданий бывших Николаевского приюта и церкви в честь святого Николая Чудотворца, в прошлом известных жителям города как клуб имени Ленина. Там разместится епархиальное управление.

## Епископы
Козловское викариатство Тамбовской епархии
- Иоанникий (Москвин) (9 мая — 25 октября 1869)
- Нафанаил (Троицкий) (29 февраля 1904 — 31 октября 1908)
- Григорий (Яцковский) (21 ноября 1908 — 13 декабря 1912)
- Зиновий (Дроздов) (17 января 1913 — 22 мая 1918)
- Павел (Поспелов) (7 июня 1918 — 28 ноября 1919)
- Димитрий (Добросердов) (23 сентября 1923 — нач. 1926)
- Алексий (Буй) (февраль 1926 — 13 июля 1927)
- Вассиан (Пятницкий) (22 июня 1927 — 9 апреля 1930)

Мичуринская епархия
- Феодосий (Васнев) (26 декабря 2012 — 27 сентября 2013) в/у, митрополит Тамбовский
- Гермоген (Серый) (с 27 сентября 2013)

## Благочиния
Епархия разделена на 6 церковных округов (По состоянию на октябрь 2022 года[значимость факта?]):
- Богоявленское благочиние
- Мичуринское благочиние
- Моршанское благочиние
- Никифоровское благочиние
- Сосновское благочиние
- Староюрьевское благочиние

## Монастыри
- Мамонтова пустынь в селе Мамонтово Сосновского района (женская)
- Свято-Троицкий монастырь в Мичуринске (мужской)

недействующие
- Козловский Боголюбский монастырь в Мичуринске (женский)